# Edmond Jean
Pour les articles homonymes, voir Jean.
Edmond Jean (Bordeaux, 7 janvier 1919 - Bordeaux, 22 novembre 2003) est un militaire français, Compagnon de la Libération par décret du 20 novembre 1944. Mécanicien de l'armée de l'air, il décide, après la défaite française de 1940, de rejoindre la France libre. Combattant au Moyen-Orient, en Afrique du Nord et en Europe, il poursuit ensuite sa carrière militaire.

## Biographie

### Jeunesse et engagement
Fils d'un inspecteur sanitaire de la ville de Bordeaux, Edmond Jean naît dans celle-ci le 7 janvier 1919. Il s'engage dans l'armée de l'air le 2 octobre 1936 et obtient le brevet supérieur de mécanicien aéronautique.

### Seconde Guerre mondiale
Lorsque la guerre éclate, Edmond Jean est affecté à la 34e Escadre de bombardement. Avec le grade de sergent, il sert sur le front des Ardennes. Après l'armistice du 22 juin 1940, replié avec son unité à Bordeaux, il entend l'appel du général de Gaulle et décide de poursuivre la lutte. S'emparant d'un Potez 540 avec son camarade Raymond Pétain, il s'échappe de la base aérienne de Cazaux et parvient à rejoindre la Grande-Bretagne le 24 juin 1940.
Engagé dans les Forces aériennes françaises libres, il participe à l'expédition de Dakar et à la campagne du Gabon. Affecté au Groupe réservé de bombardement no 1 (GRB1), il prend part à la bataille de Koufra où il se distingue par la précision de ses bombardements sur les positions italiennes. Il combat ensuite en Abyssinie où il s'illustre à nouveau quand, le 13 mai 1941, il permet le repli de son équipage en abattant un chasseur italien lancé à leur poursuite. Il est ensuite engagé dans la campagne de Syrie. Après la libération de celle-ci, il est affecté à Damas où il participe à la mise en place de l'école d'entraînement des mitrailleurs du GRB1 qui prend le nom de groupe de bombardement Lorraine.
Au sein de l'escadrille "Metz" du groupe "Lorraine", il opère dans la guerre du désert en Libye. En 1943, il retrouve la Grande-Bretagne à partir de laquelle il participe à de nombreuses missions de bombardement sur le front de l'ouest. Le 22 avril 1944, quelques secondes avant de larguer ses bombes, il est blessé à la main par un éclat d'obus. Il maintient cependant l'attaque et réussit un bombardement précis et efficace. Le 4 août 1944, au-dessus de la poche de Falaise, il perd son frère Louis qui servait également au sein du groupe "Lorraine".
Edmond Jean termine la guerre avec le grade de lieutenant. Affecté aux forces françaises en Allemagne, il sert dans l'État-major du général Kœnig dont il devient chef de bord.

### Après-guerre
Poursuivant sa carrière militaire en tant que pilote, il participe à la guerre d'Indochine. Il est ensuite engagé dans la crise du canal de Suez puis dans la guerre d'Algérie. Il quitte l'armée en juin 1968 avec la grade de colonel, totalisant alors plus de 7 800 heures de vol et 154 missions de guerre. Il devient Président-directeur général de la Société d'Expansion Technique et Économique jusqu'en 1979.
Edmond Jean meurt dans sa ville natale le 22 novembre 2003 et est inhumé à Latresne.

## Décorations
|  |  |  |  |  |  |
|  |  |  |  |  |  |
|  |  |  |  |  |  |
|  |  |  |  |  |  |
|  |  |  |  |  |  |
|  |  |  |  |  |  |
|  |  |  |  |  |  |

| Grand officier de la Légion d'honneur                         | Grand officier de la Légion d'honneur             | Compagnon de la Libération                                                  | Compagnon de la Libération                                                  | Médaille militaire                                                   | Médaille militaire                                                   |
| Croix de guerre 1939-1945                                     | Croix de guerre 1939-1945                         | Croix de guerre des Théâtres d'opérations extérieurs                        | Croix de guerre des Théâtres d'opérations extérieurs                        | Médaille des blessés de guerre                                       | Médaille des blessés de guerre                                       |
| Médaille des évadés                                           | Médaille des évadés                               | Croix du combattant volontaire de la Résistance                             | Croix du combattant volontaire de la Résistance                             | Médaille de l'Aéronautique                                           | Médaille de l'Aéronautique                                           |
| Croix du combattant                                           | Croix du combattant                               | Médaille coloniale avec agrafes "Koufra", "Érythrée" et "Libye"             | Médaille coloniale avec agrafes "Koufra", "Érythrée" et "Libye"             | Médaille des services militaires volontaires                         | Médaille des services militaires volontaires                         |
| Chevalier de l'Ordre du mérite militaire                      | Chevalier de l'Ordre du mérite militaire          | Médaille commémorative française de la guerre 1939-1945                     | Médaille commémorative française de la guerre 1939-1945                     | Médaille commémorative des services volontaires dans la France libre | Médaille commémorative des services volontaires dans la France libre |
| Médaille commémorative de la campagne d'Indochine             | Médaille commémorative de la campagne d'Indochine | Médaille commémorative des opérations de sécurité et de maintien de l'ordre | Médaille commémorative des opérations de sécurité et de maintien de l'ordre | Distinguished Flying Medal (Royaume-uni)                             | Distinguished Flying Medal (Royaume-uni)                             |
| Officier de l'Ordre du mérite congolais (République du Congo) |                                                   |                                                                             |                                                                             |                                                                      |                                                                      |